# National Hockey League 1953/1954
National Hockey League 1953/1954 var den 37:e säsongen av NHL. 6 lag spelade 70 matcher i grundserien innan Stanley Cup inleddes den 23 mars 1954. Stanley Cup vanns av Detroit Red Wings som tog sin 6:e titel, efter finalseger mot Montreal Canadiens med 4-3 i matcher.
Gordie Howe, Detroit Red Wings, vann poängligan för fjärde säsongen i rad. Säsongen 1953/1954 fick han ihop 81 poäng (33 mål + 48 assist).

## Grundserien
| Nr | Lag                 | S  | V  | O  | F  | GM  | IM  | MS   | P  |
| -- | ------------------- | -- | -- | -- | -- | --- | --- | ---- | -- |
| 1  | Detroit Red Wings   | 70 | 37 | 14 | 19 | 191 | 132 | +59  | 88 |
| 2  | Montreal Canadiens  | 70 | 35 | 11 | 24 | 195 | 141 | +54  | 81 |
| 3  | Toronto Maple Leafs | 70 | 32 | 14 | 24 | 152 | 131 | +21  | 78 |
| 4  | Boston Bruins       | 70 | 32 | 10 | 28 | 177 | 181 | −4   | 74 |
| 5  | New York Rangers    | 70 | 29 | 10 | 31 | 161 | 182 | −21  | 68 |
| 6  | Chicago Black Hawks | 70 | 12 | 7  | 51 | 133 | 242 | −109 | 31 |

## Poängligan 1953/1954
Not: SM = Spelade matcher, M = Mål, A = Assists, Pts = Poäng
| Spelare          | Lag                | SM | M  | A  | Pts |
| ---------------- | ------------------ | -- | -- | -- | --- |
| Gordie Howe      | Detroit Red Wings  | 70 | 33 | 48 | 81  |
| Maurice Richard  | Montreal Canadiens | 70 | 37 | 30 | 67  |
| Ted Lindsay      | Detroit Red Wings  | 70 | 26 | 36 | 62  |
| Bernie Geoffrion | Montreal Canadiens | 54 | 29 | 25 | 54  |
| Bert Olmstead    | Montreal Canadiens | 70 | 15 | 37 | 52  |

## Slutspelet 1954
4 lag gjorde upp om Stanley Cup-pokalen, matchserierna avgjordes i bäst av sju matcher.
Semifinaler
Detroit Red Wings vs. Toronto Maple Leafs
| Datum   | Hemma               | Mål | Borta               | Mål | Not      |
| ------- | ------------------- | --- | ------------------- | --- | -------- |
| 23 mars | Detroit Red Wings   | 5   | Toronto Maple Leafs | 0   |          |
| 25 mars | Detroit Red Wings   | 1   | Toronto Maple Leafs | 3   |          |
| 27 mars | Toronto Maple Leafs | 1   | Detroit Red Wings   | 3   |          |
| 30 mars | Toronto Maple Leafs | 1   | Detroit Red Wings   | 2   |          |
| 1 april | Detroit Red Wings   | 4   | Toronto Maple Leafs | 3   | SD 21:01 |

Detroit Red Wings vann semifinalserien med 4-1 i matcher
Montreal Canadiens vs. Boston Bruins
| Datum   | Hemma              | Mål | Borta              | Mål |
| ------- | ------------------ | --- | ------------------ | --- |
| 23 mars | Montreal Canadiens | 2   | Boston Bruins      | 0   |
| 25 mars | Montreal Canadiens | 8   | Boston Bruins      | 1   |
| 28 mars | Boston Bruins      | 3   | Montreal Canadiens | 4   |
| 30 mars | Boston Bruins      | 0   | Montreal Canadiens | 2   |

Montreal Canadiens vann semifinalserien med 4-0 i matcher

## Stanley Cup-final
Detroit Red Wings vs. Montreal Canadiens
| Datum    | Hemma              | Mål | Borta              | Mål | Spelplats                | Not      |
| -------- | ------------------ | --- | ------------------ | --- | ------------------------ | -------- |
| 4 april  | Detroit Red Wings  | 3   | Montreal Canadiens | 1   | Detroit Olympia, Detroit |          |
| 6 april  | Detroit Red Wings  | 1   | Montreal Canadiens | 3   | Detroit Olympia, Detroit |          |
| 8 april  | Montreal Canadiens | 2   | Detroit Red Wings  | 5   | Forum, Montreal          |          |
| 10 april | Montreal Canadiens | 0   | Detroit Red Wings  | 2   | Forum, Montreal          |          |
| 11 april | Detroit Red Wings  | 0   | Montreal Canadiens | 1   | Detroit Olympia, Detroit | SD 05:45 |
| 13 april | Montreal Canadiens | 4   | Detroit Red Wings  | 1   | Forum, Montreal          |          |
| 16 april | Detroit Red Wings  | 2   | Montreal Canadiens | 1   | Detroit Olympia, Detroit | SD 04:29 |

Detroit Red Wings vann finalserien med 4-3 i matcher

## NHL awards
| 1953–54 NHL awards            | 1953–54 NHL awards                |
| ----------------------------- | --------------------------------- |
| Prince of Wales Trophy:       | Detroit Red Wings                 |
| Art Ross Memorial Trophy:     | Gordie Howe, Detroit Red Wings    |
| Calder Memorial Trophy:       | Camille Henry, New York Rangers   |
| Hart Memorial Trophy:         | Al Rollins, Chicago Black Hawks   |
| James Norris Memorial Trophy: | Red Kelly, Detroit Red Wings      |
| Lady Byng Memorial Trophy:    | Red Kelly, Detroit Red Wings      |
| Vezina Trophy:                | Harry Lumley, Toronto Maple Leafs |

## All-Star
| Första                            | Position | Andra                               |
| --------------------------------- | -------- | ----------------------------------- |
| Harry Lumley, Toronto Maple Leafs | M        | Terry Sawchuk, Detroit Red Wings    |
| Red Kelly, Detroit Red Wings      | B        | Bill Gadsby, Chicago Black Hawks    |
| Doug Harvey, Montreal Canadiens   | B        | Tim Horton, Toronto Maple Leafs     |
| Ken Mosdell, Montreal Canadiens   | C        | Ted Kennedy, Toronto Maple Leafs    |
| Gordie Howe, Detroit Red Wings    | HF       | Maurice Richard, Montreal Canadiens |
| Ted Lindsay, Detroit Red Wings    | VF       | Ed Sandford, Boston Bruins          |